# Discografia de Sabrina Carpenter
A cantora americana Sabrina Carpenter lançou quatro álbuns de estúdio, dois extended plays (EPs), dezenove singles (incluindo dois como artista convidada), dez singles promocionais, quatorze participações especiais e vinte e cinco videoclipes. Em 2014, Carpenter assinou um contrato de cinco álbuns com a Hollywood Records. O EP de estreia de Carpenter, Can't Blame a Girl for Trying, foi lançado em 8 de abril de 2014. Ela lançou seu álbum de estreia Eyes Wide Open (2015), que estreou no número 43 na Billboard 200 dos EUA. Foi precedido por seus singles  "Eyes Wide Open" e "We'll Be the Stars".
O primeiro projeto pós-Eyes Wide Open de Carpenter foi seu single "Smoke and Fire". Seu segundo álbum, Evolution (2016), foi lançado em 14 de outubro de 2016. Foi acompanhado pelo single "On Purpose". O segundo e o último single do álbum, "Thumbs", alcançaram o número um na parada Bubbling Under Hot 100 e receberam certificados de pela Recording Industry Association of America, tornando-se a primeira música certificada de Carpenter.
Carpenter colaborou com The Vamps e Mike Perry em seu single "Hands". Ela seguiu com o lançamento do single "Why", que recebeu certificado de ouro pela RIAA, e depois colaborou com Jonas Blue em "Alien", que alcançou o número um na parada de músicas do US Dance Club. Ela lançou seu terceiro álbum de estúdio, Singular: Act I, em 9 de novembro de 2018. Seu single principal "Almost Love" se tornou seu segundo número um na parada de canções US Dance Club, e o segundo single "Sue Me" impactou o rádio em 8 de janeiro de 2019 e tornou-se seu terceiro número um na parada de músicas do US Dance Club. Pouco depois, Carpenter lançou seu quarto álbum de estúdio, Singular: Act II, em 19 de julho de 2019. Foi seguido por três singles, "Pushing 20", "Exhale" e "In My Bed". Ela também colaborou com Alan Walker e Farruko em "On My Way". Em 28 de junho de 2019, a revista Marie Claire informou que Carpenter já havia começado a trabalhar em um quinto álbum de estúdio.

## Álbuns de estúdio
| Título                                                                             | Detalhes | Melhores posições nas tabelas | Melhores posições nas tabelas | Melhores posições nas tabelas | Melhores posições nas tabelas | Melhores posições nas tabelas | Melhores posições nas tabelas |
| Título                                                                             | Detalhes | EUA                           | AUS                           | BEL (FL)                      | CAN                           | IRL                           | NZL                           |
| ---------------------------------------------------------------------------------- | --- | ----------------------------- | ----------------------------- | ----------------------------- | ----------------------------- | ----------------------------- | ----------------------------- |
| Eyes Wide Open                                                                     | - Lançamento: 14 de abril de 2015 - Gravadora: Hollywood Records - Formato: CD, download digital, streaming     | 43                            | —                             | —                             | —                             | —                             | —                             |
| Evolution                                                                          | - Lançamento:14 de outubro de 2016 - Gravadora: Hollywood - Formato: CD, download digital, streaming            | 28                            | 44                            | 181                           | 84                            | 98                            | —                             |
| Singular: Act I                                                                    | - Lançamento:9 de novembro de de 2018 - Gravadora: Hollywood - Formato: CD, download digital, streaming         | 103                           | —                             | —                             | —                             | —                             | —                             |
| Singular: Act II                                                                   | - Lançamento:19 de julho de 2019 - Gravadora: Hollywood - Formato: CD, download digital, streaming              | 138                           | —                             | —                             | —                             | —                             | —                             |
| Emails I Can't Send                                                                | - Lançamento: 15 de julho de 2022 - Gravadora: Island Records - Formato: CD, download digital, streaming, vinil | 23                            | 27                            | 55                            | 32                            | 24                            | 19                            |
| Short n' Sweet                                                                     | - Lançamento: 23 de agosto de 2024 - Gravadora: Island - Formato: CD, download digital, streaming, vinil        | 1                             | 1                             | 1                             | 1                             | 1                             | 1                             |
| Man's Best Friend                                                                  | - Lançamento: 29 de agosto de 2025 - Gravadora: Island - Formato: CD, download digital, streaming, vinil        | —                             | —                             | —                             | —                             | —                             | —                             |
| "—" denota itens que não entraram nas tabelas ou não foram lançados no território. | |                               |                               |                               |                               |                               |                               |

## Extended plays
| Título                                                                             | Detalhes | Melhores posições nas tabelas | Melhores posições nas tabelas | Vendas     |
| Título                                                                             | Detalhes | US Heat                       | EUA                           | Vendas     |
| ---------------------------------------------------------------------------------- | --- | ----------------------------- | ----------------------------- | ---------- |
| Can't Blame a Girl for Trying                                                      | - Lançamento:8 de abril de 2014 - Gravadora: Hollywood - Formato: Download digital                          | 16                            | —                             | - : 17,000 |
| Pandora Sessions                                                                   | - Lançamento:11 de agosto de 2017 - Gravadora: Hollywood - Formato: Download digital                        | —                             | —                             |            |
| Fruitcake                                                                          | - Lançamento: 17 de novembro de 2023 - Gravadora: Island Records - Formato: CD, Download digital, streaming | —                             | 10                            | - : 54,000 |
| "—" denota itens que não entraram nas tabelas ou não foram lançados no território. | |                               |                               |            |

## Singles

### Como artista principal
| Título                                                                             | Ano  | Melhores posições nas tabelas | Melhores posições nas tabelas | Melhores posições nas tabelas | Melhores posições nas tabelas | Melhores posições nas tabelas | Melhores posições nas tabelas | Melhores posições nas tabelas | Melhores posições nas tabelas | Melhores posições nas tabelas | Melhores posições nas tabelas | Melhores posições nas tabelas | Melhores posições nas tabelas | Melhores posições nas tabelas | Melhores posições nas tabelas | Certificações (milhares de vendas)       | Álbum                                          |
| Título                                                                             | Ano  | EUA                           | EUA                           | EUA                           | EUA                           | CAN                           | AUS                           | BEL (WA) Tip                  | GER                           | NOR                           | NZL Heat.                     | SUE                           | SUI                           | UK                            | IRL                           | Certificações (milhares de vendas)       | Álbum                                          |
| Título                                                                             | Ano  | Hot 100                       | EUA Bub.                      | EUA Pop                       | EUA Dance                     | CAN                           | AUS                           | BEL (WA) Tip                  | GER                           | NOR                           | NZL Heat.                     | SUE                           | SUI                           | UK                            | IRL                           | Certificações (milhares de vendas)       | Álbum                                          |
| ---------------------------------------------------------------------------------- | ---- | ----------------------------- | ----------------------------- | ----------------------------- | ----------------------------- | ----------------------------- | ----------------------------- | ----------------------------- | ----------------------------- | ----------------------------- | ----------------------------- | ----------------------------- | ----------------------------- | ----------------------------- | ----------------------------- | ---------------------------------------- | ---------------------------------------------- |
| "Can't Blame a Girl for Trying"                                                    | 2014 | —                             | —                             | —                             | —                             | —                             | —                             | —                             | —                             | —                             | —                             | —                             | —                             | —                             | —                             |                                          | Can't Blame a Girl for Trying & Eyes Wide Open |
| "The Middle of Starting Over"                                                      | 2014 | —                             | —                             | —                             | —                             | —                             | —                             | —                             | —                             | —                             | —                             | —                             | —                             | —                             | —                             |                                          | Can't Blame a Girl for Trying & Eyes Wide Open |
| "We'll Be the Stars"                                                               | 2015 | —                             | —                             | —                             | —                             | —                             | —                             | —                             | —                             | —                             | —                             | —                             | —                             | —                             | —                             |                                          | Eyes Wide Open                                 |
| "Eyes Wide Open"                                                                   | 2015 | —                             | —                             | —                             | —                             | —                             | —                             | —                             | —                             | —                             | —                             | —                             | —                             | —                             | —                             |                                          | Eyes Wide Open                                 |
| "Smoke and Fire"                                                                   | 2016 | —                             | —                             | —                             | —                             | —                             | —                             | —                             | —                             | —                             | —                             | —                             | —                             | —                             | —                             |                                          | Não adicionado à nenhum álbum                  |
| "On Purpose"                                                                       | 2016 | —                             | —                             | —                             | —                             | —                             | —                             | —                             | —                             | —                             | —                             | —                             | —                             | —                             | —                             |                                          | Evolution                                      |
| "Thumbs"                                                                           | 2017 | —                             | 1                             | 28                            | —                             | —                             | 173                           | 48                            | —                             | 19                            | —                             | 88                            | —                             | —                             | —                             | - RIAA: Ouro - IFPI NOR: Platina         | Evolution                                      |
| Hands" (com Mike Perry e The Vamps)                                                | 2017 | —                             | —                             | —                             | —                             | —                             | —                             | —                             | —                             | —                             | —                             | 70                            | —                             | —                             | —                             |                                          | Night & Day                                    |
| "Why"                                                                              | 2017 | —                             | 21                            | 27                            | —                             | —                             | —                             | —                             | —                             | —                             | 8                             | —                             | —                             | —                             | —                             | - RIAA: Ouro                             | Singular: Act I                                |
| "Alien" (com Jonas Blue)                                                           | 2018 | —                             | —                             | —                             | 1                             | —                             | —                             | —                             | —                             | —                             | 9                             | —                             | —                             | —                             | —                             |                                          | Singular: Act I & Blue                         |
| "Almost Love"                                                                      | 2018 | —                             | —                             | 21                            | 1                             | —                             | —                             | —                             | —                             | —                             | —                             | —                             | —                             | —                             | —                             |                                          | Singular: Act I                                |
| "Sue Me"                                                                           | 2018 | —                             | —                             | 31                            | 1                             |                               | —                             | —                             | —                             | —                             | —                             | —                             | —                             | —                             | —                             |                                          | Singular: Act I                                |
| "Pushing 20"                                                                       | 2019 | —                             | —                             | —                             | —                             |                               | —                             | —                             | —                             | —                             | —                             | —                             | —                             | —                             | —                             |                                          | Singular: Act II                               |
| "On My Way" (com Alan Walker & Farruko)                                            | 2019 | —                             | —                             | —                             | 7                             | —                             | —                             | —                             | 85                            | 3                             | 31                            | 30                            | 34                            | —                             | —                             | - MC: Ouro - AMPROFON: Ouro - ZPAV: Ouro | Não adicionado à nenhum álbum                  |
| "Exhale"                                                                           | 2019 | —                             | —                             | —                             | —                             | —                             | —                             | —                             | —                             | —                             | 35                            | —                             | —                             | —                             | —                             |                                          | Singular: Act II                               |
| "In My Bed"                                                                        | 2019 | —                             | —                             | —                             | —                             | —                             | —                             | —                             | —                             | —                             | —                             | —                             | —                             | —                             | —                             |                                          | Singular: Act II                               |
| "Honeymoon Fades"                                                                  | 2020 | —                             | —                             | —                             | —                             | —                             | —                             | —                             | —                             | —                             | —                             | —                             | —                             | —                             | —                             |                                          | ASA                                            |
| "Let Me Move You"                                                                  | 2020 | —                             | —                             | —                             | —                             | —                             | —                             | —                             | —                             | —                             | —                             | —                             | —                             | —                             | —                             |                                          | Work It                                        |
| "Skin"                                                                             | 2021 | 48                            | —                             | 30                            | —                             | 36                            | 61                            | —                             | —                             | —                             | 1                             | —                             | 99                            | 28                            | 12                            |                                          |                                                |
| "—" denota itens que não entraram nas tabelas ou não foram lançados no território. |      |                               |                               |                               |                               |                               |                               |                               |                               |                               |                               |                               |                               |                               |                               |                                          |                                                |

### Como artista convidada
| Canção                                                                             | Ano  | Melhores posições | Álbum                         |
| Canção                                                                             | Ano  | EUA Dance         | Álbum                         |
| ---------------------------------------------------------------------------------- | ---- | ----------------- | ----------------------------- |
| "First Love" (Lost Kings com participação de Sabrina Carpenter)                    | 2017 | 26                | Não adicionado à nenhum álbum |
| "Tricky" (Shoffy com participação de Sabrina Carpenter)                            | 2020 | —                 | Flash                         |
| "Wow (Remix)" (Zara Larsson com participação de Sabrina Carpenter)                 | 2020 | —                 | Não adicionado à nenhum álbum |
| "—" denota itens que não entraram nas tabelas ou não foram lançados no território. |      |                   |                               |

### Singles promocionais
| Canção                                                                             | Ano  | Melhores posições nas tabelas | Álbum                         |
| Canção                                                                             | Ano  | EUA KIDS                      | Álbum                         |
| ---------------------------------------------------------------------------------- | ---- | ----------------------------- | ----------------------------- |
| "Fall Apart"                                                                       | 2011 | —                             | Não adicionado à nenhum álbum |
| "Safe & Sound"                                                                     | 2012 | —                             | Não adicionado à nenhum álbum |
| "Take On the World" (Tema de Girl Meets World)                                     | 2014 | 1                             | Não adicionado à nenhum álbum |
| "Stand Out" (de How to Build a Better Boy)                                         | 2014 | 6                             | Não adicionado à nenhum álbum |
| "All We Have Is Love"                                                              | 2016 | —                             | Evolution                     |
| "Run and Hide"                                                                     | 2016 | —                             | Evolution                     |
| "Tomorrow Starts Today" (Tema de Andi Mack)                                        | 2017 | —                             | Não adicionado à nenhum álbum |
| "Paris"                                                                            | 2018 | —                             | Singular: Act I               |
| "Bad Time"                                                                         | 2018 | —                             | Singular: Act I               |
| "I'm Fakin"                                                                        | 2019 | —                             | Singular: Act II              |
| "—" denota itens que não entraram nas tabelas ou não foram lançados no território. |      |                               |                               |

## Outras canções que entraram nas tabelas
| Título                                                                                   | Ano  | Melhores posições nas tabelas | Melhores posições nas tabelas | Melhores posições nas tabelas | Melhores posições nas tabelas | Álbum                                                       |
| Título                                                                                   | Ano  | NZL Hot                       | EUA KIDS                      | EUA HOL                       | EUA Class                     | Álbum                                                       |
| ---------------------------------------------------------------------------------------- | ---- | ----------------------------- | ----------------------------- | ----------------------------- | ----------------------------- | ----------------------------------------------------------- |
| "Silver Nights"                                                                          | 2014 | —                             | —                             | 23                            | —                             | Não adicionado à nenhum álbum                               |
| "Rescue Me"                                                                              | 2015 | —                             | 10                            | —                             | —                             | Teen Beach 2                                                |
| "Christmas the Whole Year Round"                                                         | 2015 | —                             | —                             | 17                            | —                             | Não adicionado à nenhum álbum                               |
| "Wildside" (com Sofia Carson) (de Adventures in Babysitting)                             | 2016 | —                             | 4                             | —                             | —                             | Your Favorite Songs from 100 Disney Channel Original Movies |
| "You're a Mean One, Mr. Grinch" (Lindsey Stirling com participação de Sabrina Carpenter) | 2017 | —                             | —                             | 12                            | 7                             | Warmer in the Winter                                        |
| "Have Yourself a Merry Little Christmas"                                                 | 2017 | —                             | —                             | 14                            | —                             | Não adicionado à nenhum álbum                               |
| "I Can't Stop Me" (com participação de Saweetie)                                         | 2019 | 39                            | —                             | —                             | —                             | Singular: Act II                                            |
| "—" denota itens que não entraram nas tabelas ou não foram lançados no território.       |      |                               |                               |                               |                               |                                                             |

## Outras aparições
| Título | Ano  | Álbum                                        |
| --- | ---- | -------------------------------------------- |
| "Make You Feel My Love" (com Sarah Carpenter, com participação de Nathaniel Hawk & Cameron Hawk)                                                                  | 2011 | Não adicionado à nenhum álbum                |
| "Smile" | 2012 | Disney Fairies: Faith, Trust, and Pixie Dust |
| "I'll Be Home for Christmas" (com Ali Brustofski & Danielle Lowe)                                                                                                 | 2012 | Christmas Past & Presents                    |
| "All You Need" (com Ariel Winter) | 2013 | Sofia the First                              |
| "It’s Finally Christmas" | 2013 | Disney Holidays Unwrapped                    |
| "I Still Haven't Found What I'm Looking For" (Peter Hollens com participação de Sabrina Carpenter)                                                                | 2014 | Peter Hollens                                |
| "Santa Claus Is Coming To Town" (DNCE com participação de Charlie Puth, Hailee Steinfeld, Daya, Fifth Harmony, Rita Ora, Tinashe, Sabrina Carpenter, Jake Miller) | 2016 | Não adicionado à nenhum álbum                |
| "Lie for Love" | 2018 | Sierra Burgess Is a Loser                    |
| "Perfect Song" | 2020 | Royalties                                    |

## Videoclipes
| Título                                  | Ano                    | Outro(s) Artista(s)               | Diretor(es)                              | Ref.                   |  |
| Como artista principal                  | Como artista principal | Como artista principal            | Como artista principal                   | Como artista principal |  |
| --------------------------------------- | ---------------------- | --------------------------------- | ---------------------------------------- | ---------------------- |  |
| "Fall Apart"                            | 2011                   | Nenhum                            | Hank Devos                               | [ 47 ]                 |  |
| "Can't Blame a Girl for Trying"         | 2014                   | Nenhum                            | Kinga Burza                              | [ 48 ]                 |  |
| "The Middle of Starting Over"           | 2014                   | Nenhum                            | The Young Astronauts                     | [ 49 ]                 |  |
| "We'll Be the Stars"                    | 2015                   | Nenhum                            | Sarah McClung                            | [ 50 ] [ 51 ]          |  |
| "Eyes Wide Open"                        | 2015                   | Nenhum                            | Sarah McClung                            | [ 50 ] [ 51 ]          |  |
| "Smoke and Fire"                        | 2016                   | Nenhum                            | Jessie Hill                              | [ 52 ]                 |  |
| "Wildside" (lyric video)                | 2016                   | Sofia Carson                      | Bryan Olinger                            | [ 53 ]                 |  |
| "On Purpose"                            | 2016                   | Nenhum                            | James Miller                             | [ 54 ]                 |  |
| "Thumbs"                                | 2017                   | Nenhum                            | Hayley Young                             | [ 55 ]                 |  |
| "Why"                                   | 2017                   | Nenhum                            | Jay Martin                               | [ 56 ]                 |  |
| "Alien" (vertical video)                | 2018                   | Jonas Blue                        | Alexandra Gavillet                       | [ 57 ]                 |  |
| "Alien"                                 | 2018                   | Jonas Blue                        | Carly Cussen                             | [ 58 ]                 |  |
| "Almost Love" (lyric video)             | 2018                   | Nenhum                            | Elias Tahan                              | [ 59 ]                 |  |
| "Almost Love"                           | 2018                   | Nenhum                            | Hannah Lux Davis                         | [ 60 ]                 |  |
| "Sue Me" (vertical video)               | 2018                   | Nenhum                            | Carlos Baez                              | [ 61 ]                 |  |
| "Sue Me"                                | 2018                   | Nenhum                            | Lauren Dunn                              | [ 62 ]                 |  |
| "Paris"                                 | 2018                   | Nenhum                            | Jasper Cable-Alexander                   | [ 63 ]                 |  |
| "On My Way"                             | 2019                   | Alan Walker & Farruko             | Kristian Berg                            | [ 64 ]                 |  |
| "On My Way" (vídeo alternativo)         | 2019                   | Alan Walker & Farruko             | Alexander Zarate Frez & Frederic Esnault | [ 65 ]                 |  |
| "Exhale"                                | 2019                   | Nenhum                            | Mowgly Lee                               | [ 66 ]                 |  |
| "In My Bed"                             | 2019                   | Nenhum                            | Phillip R. Lopez                         | [ 67 ]                 |  |
| "Skin"                                  | 2021                   | rowspan="9"                       | Nenhum                                   | Jason Lester           |  |
| "Skinny Dipping"                        | 2021                   | Amber Park                        | Nenhum                                   |                        |  |
| "Fast Times"                            | 2022                   | Amber Park                        |                                          |                        |  |
| "because i liked a boy"                 | 2022                   | Amber Park                        |                                          |                        |  |
| "Nonsense"                              | 2022                   | Danica Kleinknecht                |                                          |                        |  |
| "Feather"                               | 2023                   | Mia Barnes                        |                                          |                        |  |
| "Espresso"                              | 2024                   | Dave Meyers                       |                                          |                        |  |
| "Please Please Please"                  | 2024                   | Bardia Zeinali                    |                                          |                        |  |
| "Taste"                                 | 2024                   | Dave Meyers                       |                                          |                        |  |
| "Please Please Please ft. Dolly Parton" | 2025                   | Dolly Parton                      | Sabrina Carpenter & Sean Price Williams  |                        |  |
| Como artista convidada                  |                        |                                   |                                          |                        |  |
| "First Love"                            | 2017                   | Lost Kings                        | Tyler Bailey                             | [ 68 ]                 |  |
| "You're A Mean One, Mr. Grinch"         | 2018                   | Lindsey Stirling                  | Joshua Shultz & Lindsey Stirling         | [ 69 ]                 |  |
| Outros Artistas                         |                        |                                   |                                          |                        |  |
| "Do You Want to Build a Snowman?"       | 2014                   | Disney Channel Circle of Stars    | Harry Perry III                          | [ 70 ]                 |  |
| "If the World Was Ending"               | 2020                   | JP Saxe, Julia Michaels & Friends | Nenhum                                   | [ 71 ]                 |  |